# Givoletto
Givoletto (en français Givolet) est une commune italienne d'environ 4 100 habitants située dans la ville métropolitaine de Turin, dans la région Piémont, dans le Nord-Ouest de l'Italie.

## Administration
| Période                                  | Période  | Identité      | Étiquette | Qualité |
| ---------------------------------------- | -------- | ------------- | --------- | ------- |
| 14 juin 2004                             | En cours | Carlo Altilia | civica    |         |
| Les données manquantes sont à compléter. |          |               |           |         |

### Communes limitrophes
Varisella, La Cassa, Val della Torre, San Gillio.